# Китти Фойл
«Китти Фойл» (англ. Kitty Foyle) — художественный фильм 1940 года режиссёра Сэма Вуда с Джинджер Роджерс и Дэннисом Морганом в главных ролях. Слоган ленты: «Настоящая история женщины». Премьера картины в США состоялась 27 декабря 1940 года.

## Сюжет
Живущие в Филадельфии Вин Страффорд, большой босс, и Китти Фойл, его служащая, любят друг друга. Китти ждёт предложения. Но не всё так просто. На экране мы видим стремительно разворачивающиеся события.
Встреча в Нью-Йорке с романтичным, но бедным доктором Марком Айзеном. Предложение руки и сердца Страффорда. Свадьба вдали от родных. Их неприятие невестки. Социальное неравенство секретарши и дельца из высшего общества. Развод, подчинённый обстоятельствам. Второй брак Страффорда. Предложение доктора Айзена. К чему же это всё приведёт?

## В ролях
- Джинджер Роджерс — Китти Фойл
- Дэннис Морган — Вин Страффорд VI
- Джеймс Крейг — доктор Марк Эйзен
- Эдуардо Чианнелли — Джино
- Эрнест Коссар — Том Фойл
- Глэдис Купер — миссис Страффорд
- Кэтрин Стивенс — Молли
- Спенсер Чартерс — отец
- Флоренс Бейтс — покупательница

## Награды
За этот фильм Джинджер Роджерс получила «Оскар» 1941 года за Лучшую женскую роль, обойдя при этом таких именитых соперниц как Бетт Дейвис, Джоан Фонтейн и Кэтрин Хепбёрн.
Фильм также номинировался на «Оскар» в категориях:
- Лучший фильм
- Лучший режиссёр
- Лучший сценарий
- Лучший звук